# Complesso nuragico di Serra Orrios

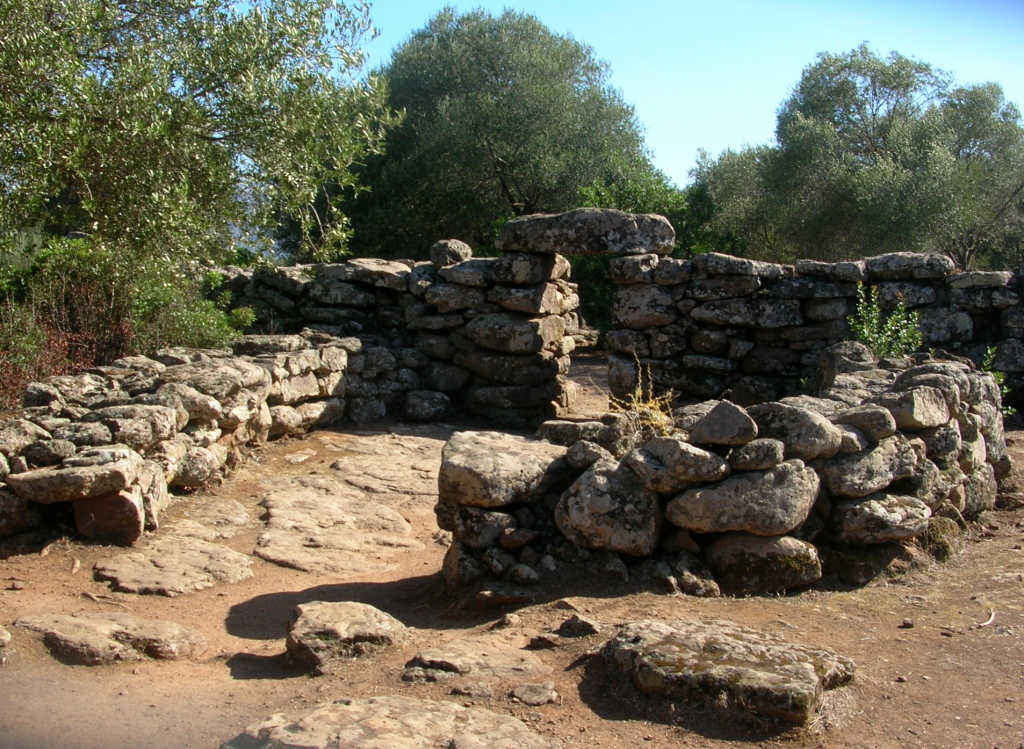
Serra Orrios

Serra Orrios è un importante complesso archeologico nuragico situato nel comune di Dorgali, in provincia di Nuoro.

## Descrizione
Il sito, risalente al II millennio a.C., è un villaggio-santuario, fra i meglio conservati della Sardegna nuragica, costituito da un centinanio di capanne a pianta circolare, semplici o anche complesse e raggruppate in isolate, e da due aree sacre, circondate da dei recinti sacri che le separano dall'abitato, al cui interno sono presenti due tempietti del tipo ad antis o megaron.
Venne scavato tra il 1936 e il 1938 da Doro Levi. Successivamente nel 1961 il sito venne restaurato sotto la direzione di Guglielmo Maetzke.